# Alte Kellnerei

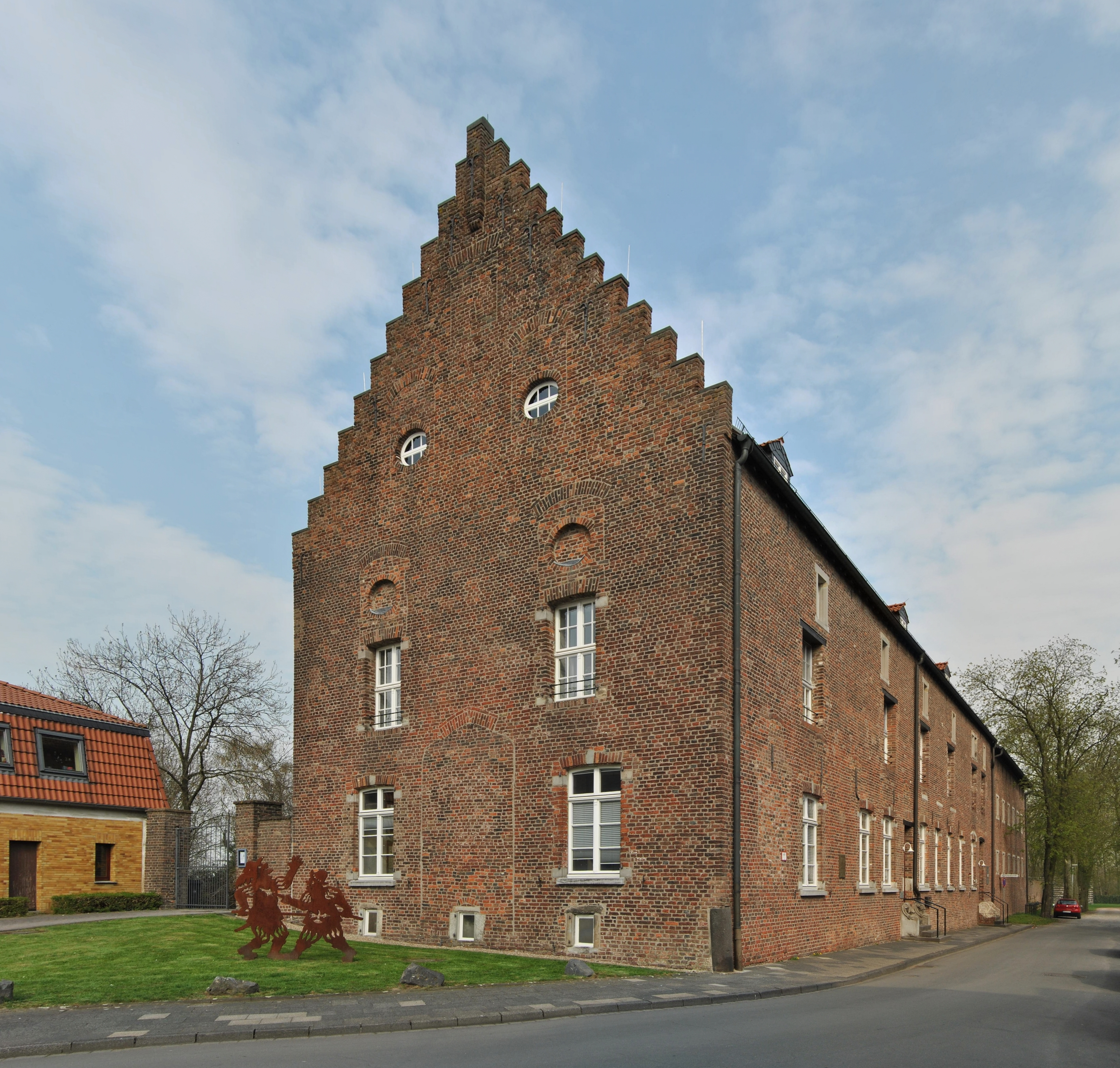
Die Alte Kellnerei (2012)

Die Alte Kellnerei ist das einzige erhaltene Gebäude des ehemaligen kurkölnischen und kurfürstlichen Schlosses Rheinberg in der nordrhein-westfälischen Stadt Rheinberg am Niederrhein. Es wurde 1573 als Wirtschaftsgebäude errichtet, 1598 während eines Krieges größtenteils zerstört und 1627 wiederaufgebaut. Die Funktionalität der Alten Kellerei war von Zeit zu Zeit unterschiedlich. Heute ist sie denkmalgeschützt und befindet sich nördlich des Stadtzentrums.

## Geschichte
Das 1003 erstmals urkundlich erwähnte Rheinberg kam im 11. Jahrhundert in den Besitz der Erzbischöfe von Köln. Nachdem 1233 die Stadtrechte von Rheinberg an den Erzbischof Heinrich von Molenark verliehen worden waren, wurde mit der Errichtung einer Stadtbefestigung begonnen. Diese war zunächst nur aus Holz, wurde aber Ende des 13. Jahrhunderts unter anderem durch Basalt ersetzt. Fast zeitgleich, um 1293, begann der Bau des kurfürstlichen Schlosses und des Pulverturm genannten Zollturms, nordöstlich des Stadtzentrums.

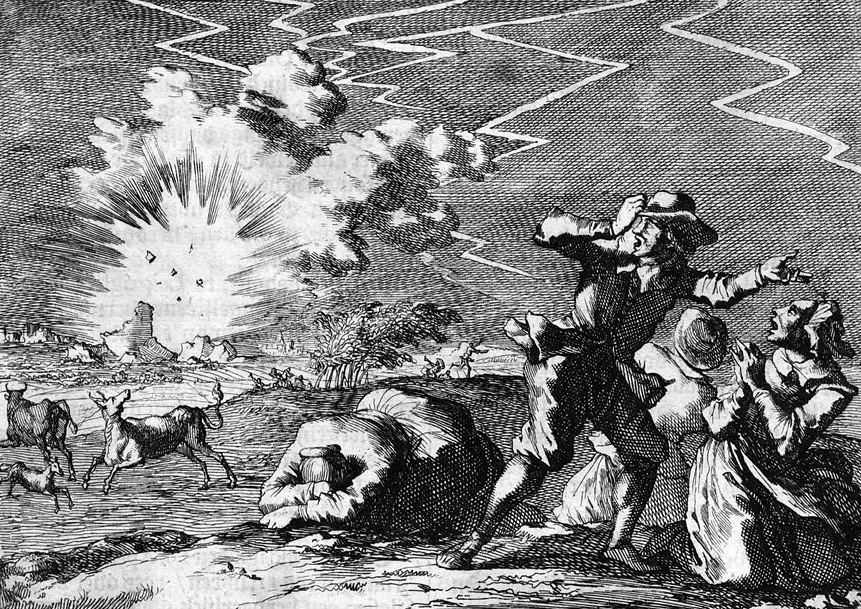
Explosion des Pulverturms 1598, bei dem große Teile Rheinbergs, des Schlosses und der dazugehörigen Alten Kellnerei zerstört wurden

Das Schloss wurde von einem Wassergraben umgeben und hatte vier Türme sowie zwei Zugbrücken. Die Hauptbrücke führte zur Stadt, die andere zu den Nebengebäuden. Dort wurde 1573 auch die Kellnerei erbaut. Sie diente als Getreidemagazin für die Einkünfte des Amtes Rheinberg und wurde im westlichen Teil als Marstall genutzt, aber zunächst auch als auch Behausung von Salentin von Isenburg. Im Oktober 1598 kam es im Pulverturm während der Belagerung Rheinbergs durch die Spanier unter Francisco de Mendoza zu einer Explosion, bei der große Teile der Stadt und Schlosses zerstört wurden. Einzig Teile der Kellerei und ein Turm blieben erhalten. Aufgrund weiterer Gefechte konnte die Alte Kellerei erst ab 1627 aufgenommen werden. Dabei wurde sie grundlegend umgebaut. Der westliche Abschnitt wurde als Wohnung des jeweiligen Schultheißen und Kellners sowie den kurkölnischen Beamten, vermehrt auch den Festungsgouverneuren, auf zweieinhalb Geschosse erweitert und mit größeren Fensteröffnungen ausgestattet. Der östliche Teil bekam zwei Etagen und war nun das Zeughaus. Beide Trakte wurden durch eine massive Giebelwand getrennt. Zu der Zeit befanden sich auf dem Gelände der Kellerei auch die Bleichplätze der Stadt. Auf diesen wurden auch militärischen Verrichtungen nachgegangen, so wurde dort exerziert und zeitweilig haben auch Soldatenunterkünfte auf dem Platz gestanden.
Während der französischen Fremdherrschaft am Niederrhein haben die Erben des letzten Kellners Johann Franz Goebel die Kellnerei von der französischen Regierung abgekauft und so ging sie 1794 in Privatbesitz über. Im nächsten Jahrhundert folgten mehrere Besitzer des Gebäudes. Am 1. Mai 1911 eröffnete eine private höhere Mädchenschule in der Alten Kellnerei. Parallel war während einer Bauphase am Amtsgerichtsgebäudes zwischen 1914 und 1916 das Amtsgericht und Gefängnis dort untergebracht. Am 21. Oktober 1917 kam es nachmittags im östlichen Teil zu einem Brand, der sich aufgrund gelagerter Heu- und Strohvorräte schnell ausbreitete. Die Hälfte des Gebäudes wurde zerstört. Um 1924 wurde der Trakt mit flacherem Dachstuhl als Scheune wieder aufgebaut. 1926 zog die 1785 gegründete Städtische Höhere Mädchenschule St. Barbara-Garten anstelle der Privatschule in das Gebäude, die es vier Jahre später wieder verließ.
Während des Zweiten Weltkrieges wurde das Gebäude als Gemeinschaftswohnung für arme Familien aus dem Rheinberg genutzt. Jedes Haus hatte eine einzige Wärmequelle und wurde mit Kohlefeuer beheizt. Ein Kohlenkeller diente zur Lagerung der Kohle.
1979 kaufte die Stadt Rheinberg die Alte Kellnerei. Im September 1984 wurde sie dann in die Denkmalliste der Stadt aufgenommen und als Baudenkmal mit der Nummer 62 eingetragen.
1987 wurde mit einer umfangreichen Restaurierung und Instandsetzung der Alten Kellnerei begonnen, die im September 1994 vollendet wurde. Seitdem sind in dem öffentlichen Gebäude die private Rheinberger Musikschule, das Stadtarchiv und Veranstaltungs- sowie Ausstellungsräumlichkeiten untergebracht.

## Beschreibung
Bei der Alten Kellnerei handelt es sich um einen zweigeschossigen Backsteinbau.
Auf einem im 17. Jahrhundert entstandenen Kupferstich wurde die Alte Kellnerei als eingeschossiger Bau mit einem mittig angesetzten Querbau dargestellt. Nach einer vom Rheinischen Amt für Denkmalpflege bestätigten Überlieferung vom Kunsthistoriker und Denkmalpfleger Paul Clemen aus dem Jahr 1892 hatte das Erdgeschoss einen Mitteleingang und war in mehrere Seitenzimmer unterteilt. Die Fenster im Norden sind mit Seitensitzen versehen und über einer Tür im Norden, die mittlerweile nicht mehr existiert, stand die Zahl 1573. Von den ornamentalen Verzierungen des ursprünglichen Renaissancebaues waren nur noch einige Tragsteine mit gemeißelten Köpfen erhalten.
Im Erdgeschoss sind farbige Holzbalkendecken aus dem 17. Jahrhundert vorgefundenen worden, in dieser Form einzigartig im Rheinland, jedoch typisch für die Raumgestaltung aus dem 16. und 17. Jahrhundert am Niederrhein. Weitere Decken im Gebäude aus Pappelholz sind in rot, blau, grün und hellgrau gehalten, teilweise mit Begleitstreifen. Besonders auffallend ist eine Ranken- und eine Seccomalerei in einem Raum, der vermutlich für repräsentative Zwecke genutzt wurde. Das farbige, an der Decke auf weißen Untergrund befindliche Fresko besteht aus angesetzten Blätter- und Blütenranken, Granatäpfeln sowie Tiermotiven wie Eichhörnchen, Vögel und Löwenköpfe. Von der auf trockenem Putz angebrachten Secco-Wandmalerei, die aus dem späten 18. Jahrhundert stammt, ist noch ein Streifen erhalten. Die Wände der Alten Kellnerei waren im Gegensatz dazu schlicht weiß gekalkt.

## Liste von Rheinberger Kellnern (Auswahl)
Die Liste bietet einen Überblick über die Auswahl an Kellnern in Rheinberg, die nachweislich in der Alten Kellnerei tätig waren,  und deren zeitlicher Einordnung bzw. Erwähnung.
| Jahre      | Name                    | Anmerkungen                                  |
| ---------- | ----------------------- | -------------------------------------------- |
| 1364       | Johann von Xanten       | Rentmeister                                  |
| 1392       | Gyso von Ubach          |                                              |
| 1399       | Henrich Teykenmeister   |                                              |
| 1499       | Johann Alartz           |                                              |
| 1522       | Henrich von Grevensteyn |                                              |
| 1539       | Berndt Zeriß vom Bruell |                                              |
| 1567       | Merten Meuten           |                                              |
| 1582       | Blomendall              |                                              |
| 1631–1633  | Bartholomäus Lasalle    |                                              |
| 1645       | Wilhelm von Hentzenich  |                                              |
| 1650       | Casal                   |                                              |
| 1665       | Anton Norst             |                                              |
| 1667       | Johann Campmann         |                                              |
| 1674–1683  | Johann Campmann         |                                              |
| 1704       | Johann Lank             | auch Amtsverwalter                           |
| 1708       | Reinen                  |                                              |
| um 1730/34 | Willberg                | nach seinem Tod fortgeführt von seiner Witwe |
| 1772–1774  | Johann Jacob Turck      |                                              |
| 1772–1804  | Johann Franz Goebel     |                                              |